# سوپی سیلس
سوپی سیلس (انگلیسی: Soupy Sales؛ ۸ ژانویهٔ ۱۹۲۶ – ۲۲ اکتبر ۲۰۰۹) بازیگر تئاتر و بازیگر تلویزیون اهل ایالات متحده آمریکا بود. وی بین سال‌های ۱۹۴۹ تا ۲۰۰۹ میلادی فعالیت می‌کرد.
از فیلم‌ها یا برنامه‌های تلویزیونی که وی در آن نقش داشته‌است می‌توان به مرد مقدس اشاره کرد.